# Schopperten
Schopperten é uma comuna francesa na região administrativa de Grande Leste, no departamento Baixo Reno. Estende-se por uma área de 4,2 km². Em 2010 a comuna tinha 458 habitantes (densidade: 109 hab./km²).